# Mnium submarginatum
Mnium submarginatum là một loài Rêu trong họ Mniaceae. Loài này được Navashin & N.W. Zinger mô tả khoa học đầu tiên năm 1894.